# Anomoia nigrithorax
Anomoia nigrithorax är en tvåvingeart som först beskrevs av Malloch 1939.  Anomoia nigrithorax ingår i släktet Anomoia och familjen borrflugor. Inga underarter finns listade i Catalogue of Life.